# 堂森芳夫
堂森 芳夫（どうもり よしお、1903年（明治36年）8月1日 - 1977年（昭和52年）1月13日）は、日本の政治家。位階は正三位。日本社会党衆議院議員（8期）、参議院議員（1期）。医学博士。

## 来歴
福井県出身。1929年（昭和4年）金沢医科大学を卒業。市立敦賀病院内科医長を経て開業医になる。
1946年（昭和21年）4月、第22回衆議院議員総選挙で福井県から立候補し、定数5名のうち第5位になるが、法定得票数に満たなかったため当選者にならなかった（4位との差は981票）。5月に行なわれた再選挙で福田一（自由党）や中野重治（共産党）らを制し、衆議院議員に初当選した。翌1947年の第23回衆議院議員総選挙で落選。1949年の第24回衆議院議員総選挙でも返り咲きはならなかった。
1950年（昭和25年）の第2回参議院議員通常選挙で福井地方区から立候補して参議院議員に当選する。
1955年（昭和30年）の第27回衆議院議員総選挙で再び衆議院議員に当選する。1976年（昭和51年）の第34回衆議院議員総選挙に落選する。
1977年（昭和52年）1月13日、心臓麻痺のため滞在中であった東京都千代田区のホテルニューオータニで死去、73歳。死没日をもって勲一等瑞宝章追贈、正三位に叙される。